# Чусовляны
Чусовляны — деревня в Ирбитском муниципальном образовании Свердловской области России. 

## Географическое положение
Чусовляны расположены в 10 километрах (по автодорогам в 14 километрах) к западу-юго-западу от города Ирбита, на правом берегу реки Ирбит (правого притока реки Ницы). В пределах деревни в Ирбит впадает небольшая река. Чуть выше по течению реки Ирбит расположена соседняя деревня Кириллова, с которой Чусовляны граничат на юго-западе. В двух километрах от них проходит автотрасса Камышлов — Ирбит, а в четырёх километрах расположен остановочный пункт Кириллова Свердловской железной дороги.

## История деревни
Деревня была основана в 1638 году Афанасием Речкаловым.

## Богородская церковь
В июле 2005 года в честь Казанской Иконы Пресвятой Богородицы была освящена каменная однопрестольная церковь.

## Население
| 2002 | 2010 | 2021 |
| ---- | ---- | ---- |
| 322  | ↘285 | ↘238 |